# Conspiracy (album King Diamond)
Conspiracy è il quarto album della band di King Diamond, pubblicato da Roadrunner Records ad agosto del 1989. Il disco prosegue il concept iniziato con Them. La trama conclude la saga con la morte di King per mano di un complotto cospirato da sua madre e dal suo medico terapista.
| Recensione | Giudizio |
| ---------- | -------- |
| AllMusic   | [ 1 ]    |

## Tracce
1. At the Graves - 8:56
2. Sleepless Nights - 5:05
3. Lies - 4:22
4. A Visit From the Dead - 6:12
5. The Wedding Dream - 6:01
6. "Amon" Belongs to "Them" - 3:52
7. Something Weird (strumentale) - 2:07
8. Victimized - 5:21
9. Let It Be Done - 1:13
10. Cremation - 4:12

### Tracce bonus nella versione rimasterizzata
1. At the Graves (Alternate Mix) - 7:18
2. Cremation (Live Show Mix) - 4:12

## Formazione
- King Diamond - voce
- Andy LaRocque - chitarra
- Pete Blakk - chitarra
- Hal Patino - basso
- Mikkey Dee - batteria
- Roberto Falcao - tastiere